# Pouhým okem

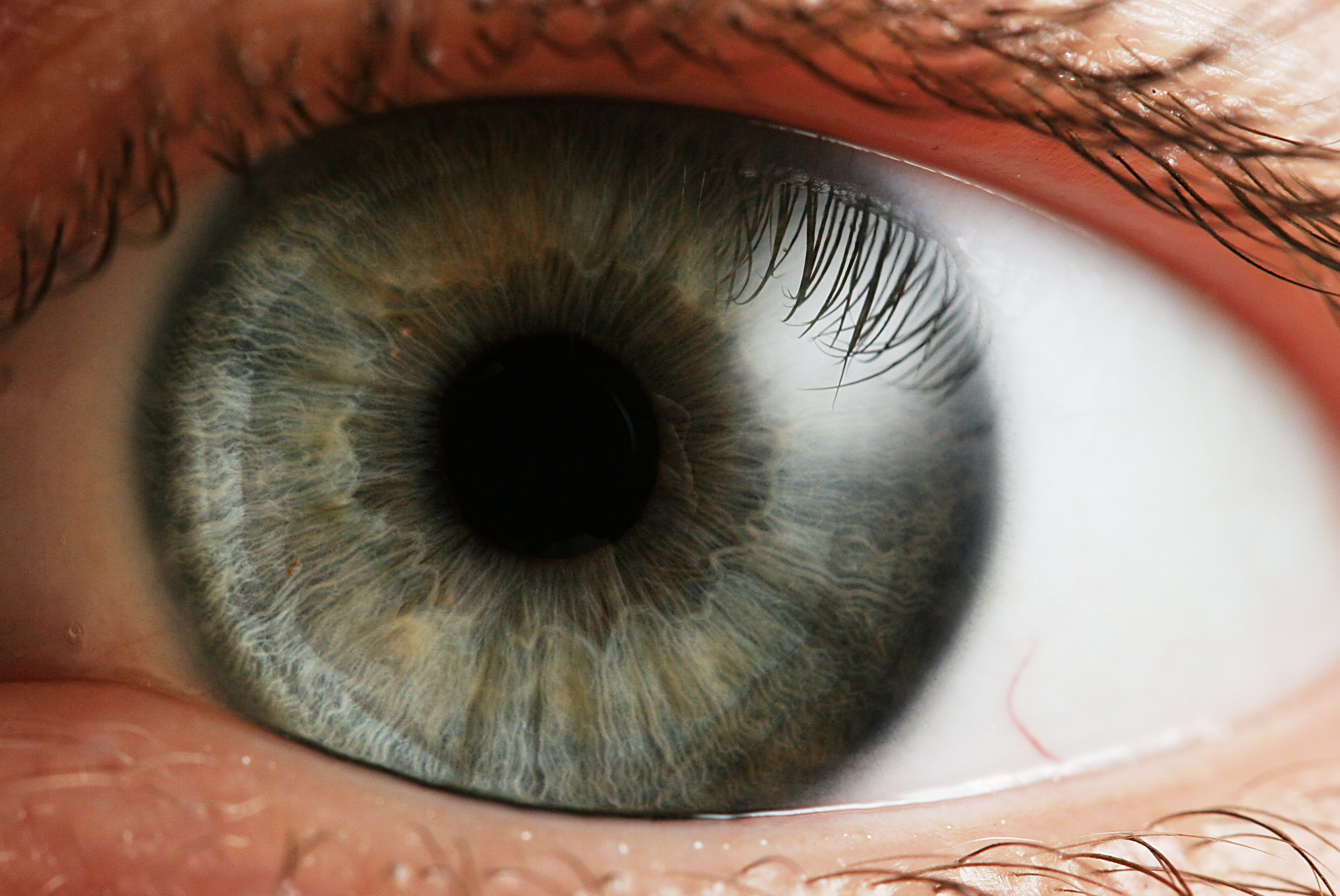
Lidské oko

Vidění pouhým okem je zrakové vnímání bez pomoci optického zvětšovacího přístroje, jako je dalekohled, mikroskop nebo lupa, a bez prostředků pro ochranu zraku. Zraková korekce pomocí brýlí nebo kontaktních čoček je však stále považována za vidění pouhým okem.
V astronomii lze pouhým okem pozorovat nebeské objekty a události viditelné bez přístrojů – např. konjunkce objektů, komety, meteorické roje a nejjasnější asteroidy včetně planetky Vesta. Různé testy a historie pozorování ukazuje impozantní množství jevů viditelných pouhým okem.

## Základní vlastnosti
Některé základní vlastnosti lidského zraku jsou:
- Rychlé automatické zaostřování od vzdálenosti 25 cm (mladí lidé) nebo 50 cm (většina lidí od 50 let) do nekonečna.[zdroj?]
- Rozlišovací schopnost: asi 1 úhlová minuta, tj. přibližně 0,017° nebo 0,0003 radiánu,[1] což odpovídá 0,3 m ve vzdálenosti 1 km.
- Zorné pole (FOV): současné zrakové vnímání plochy přibližně 160° × 175°.[2]
- Schopnost vidět slabé hvězdy až +8 hvězdné velikosti při naprosto tmavě obloze.[3]
- Porovnání jasu (fotometrie) do ±10 % nebo 1% intenzity – v rozsahu 1:10 000 000 000 mezi nocí a dnem.[zdroj?]
- Symetrie 10–20' (3–6 m na 1 km), viz měření Tychona Brahe.[zdroj?]
- Intervalové odhady (například u plánu na papíře) do 3–5%.[zdroj?]
- Nevědomé rozpoznávání pohybu („výstražný systém“ a reflexy).[zdroj?]

Vizuální vnímání umožňuje člověku získat mnoho informací o svém okolí:
- vzdálenosti a trojrozměrná poloha věcí a osob
- směr vertikály (olovnice) a sklon rovinných objektů
- jasy a barvy a jejich změny v čase a směru

## V astronomii

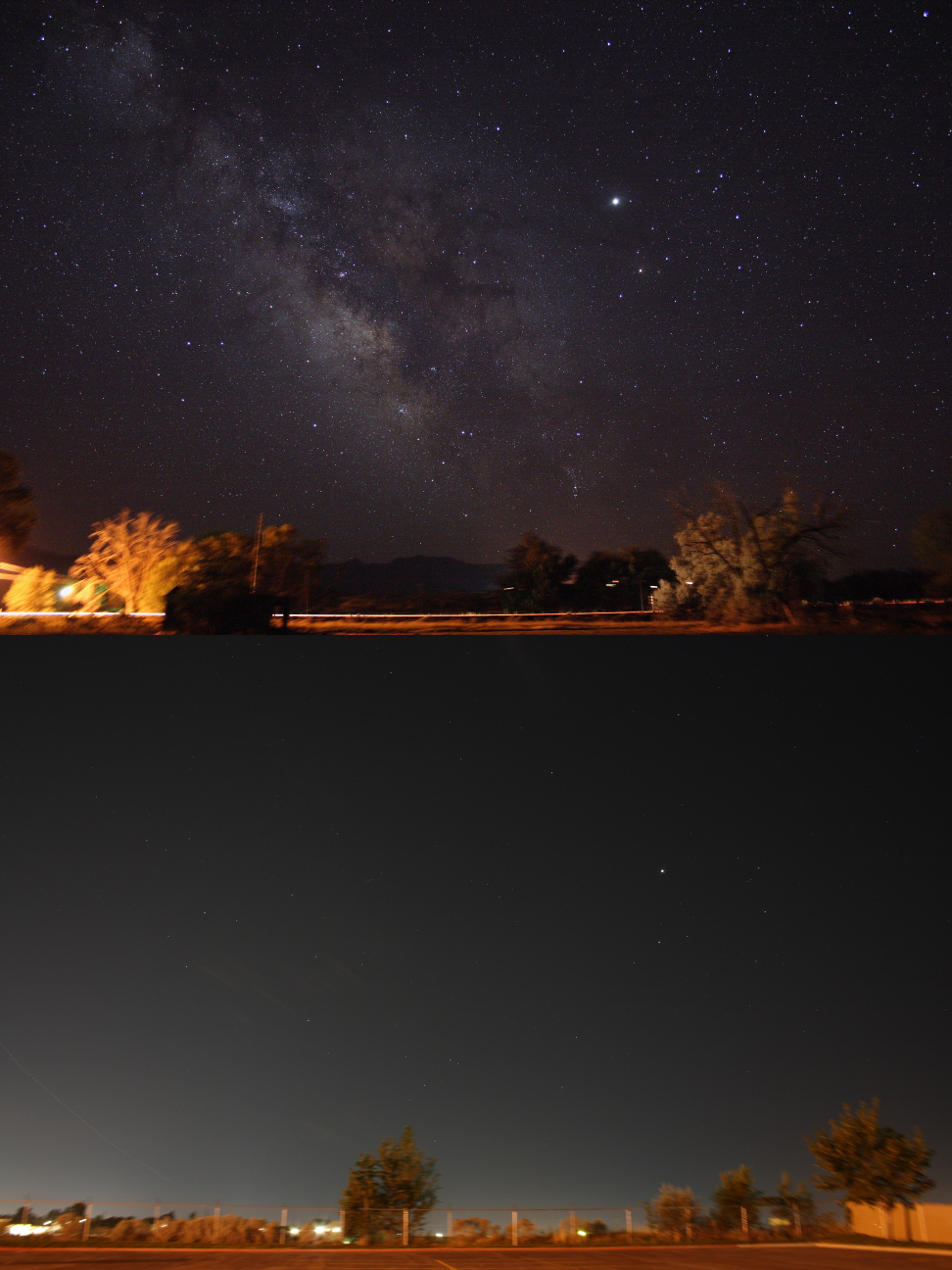
Fotografické znázornění viditelnosti noční oblohy pouhým okem v malé obci (nahoře) a v metropolitní oblasti (dole). Světelné znečištění velmi výrazně omezuje viditelnost hvězd.

Viditelnost astronomických objektů je silně ovlivněna světelným znečištěním. Dokonce několik set kilometrů od velkoměstských aglomerací, kde se obloha může zdát velmi tmavá, je stále přítomné zbytkové světelné znečištění, které omezuje viditelnost slabých objektů. Pro většinu lidí to pravděpodobně jsou nejlepší pozorovací podmínky, kterých mohou dosáhnout. Při takové „typicky“ tmavé obloze lze pouhým okem vidět hvězdy o zdánlivé hvězdné velikosti do +6m. Při dokonale tmavé obloze bez jakéhokoli světelného znečištění je možné vidět hvězdy až do +8m.
Úhlové rozlišení lidského zraku je asi 1′; ale někteří lidé mají ostřejší vidění. Existují neoficiální důkazy, že lidé viděli Galileovy měsíce Jupiteru před vynálezem dalekohledu. Uran a planetka Vesta byly pravděpodobně pozorované před objevem dalekohledu, ale nebyly rozpoznány jako planety, protože jsou příliš slabé i při svém maximálním jasu; zdánlivá hvězdná velikost Uranu je mezi +5,3m a +5,9m, zdánlivá hvězdná velikost planetky Vesta je +5,2m až +8,5m (takže je viditelná pouze blízko opozice). Uran byl při svém objevu v roce 1781 první planetou objevenou pomocí dalekohledu.
Při běžné tmavé obloze by přizpůsobené lidský oko mělo teoreticky být schopné vidět asi 5 600 hvězd jasnějších než +6m a v dokonalé tmě asi 45 000 hvězd jasnějších než +8m. V praxi atmosférická absorpce a prach toto číslo poněkud snižuje. Ve městě, kde je kvůli extrémnímu světelnému znečištění omezena viditelnost hvězd do 2. hvězdné velikosti lze pouhým okem vidět okolo 50 hvězd. Vidění barev je omezeno tím, že oko používá tyčinky místo čípků pro vnímání slabších hvězd.
Viditelnost difúzních objektů např. hvězdokup a galaxií je ovlivněna světelným znečištění mnohem více než viditelnost planet a hvězd. Za typických podmínek je viditelných pouze nemnoho těchto objektů. Patří mezi ně Plejády, dvojitá hvězdokupa chí a h Persei, Galaxie v Andromedě, Mlhovina Carina, Mlhovina v Orionu, Omega Centauri, 47 Tucanae, Ptolemaiova hvězdokupa Messier 7 blízko ocasu Štíra a kulová hvězdokupa Messier 13 v souhvězdí Herkula. Galaxie v Trojúhelníku (M33) je objekt na hranici viditelnosti pomocí necentrálního vidění, a je viditelná, pouze pokud je výš než 50° nad obzorem. Kulové hvězdokupy M 3 v Souhvězdí Honicích psů a M 92 v Herkulovi jsou také viditelné pouhým okem za takových podmínek. Při skutečně tmavé obloze lze M33 snadno vidět, dokonce v přímý vidění. Mnoho jiných objektů Messierova katalogu lze za takových podmínek také vidět. Nejvzdálenější objekty, které lze vidět pouhým okem jsou blízké jasné galaxie např. Centaurus A, Messier 81, Galaxie Sochař, a Galaxie Jižní větrník.
Do roku 1781 bylo známo pět planet dobře pozorovatelných ze Země pouhým okem: Merkur, Venuše, Mars, Jupiter, a Saturn. Při typicky tmavé obloze je možné vidět necentrálním viděním planetu Uran (s hvězdnou velikostí +5,8), stejně jako asteroid Vesta poblíž opozice, kdy je její jas největší. K „planetám“ se někdy přidávaly Slunce a Měsíc – zbývající významné objekty sluneční soustavy viditelné pouhým okem. Za denního světla lze pouhým okem dobře vidět pouze Měsíc a Slunce, ale často lze pozorovat za denního světla i Venuši a vzácněji též Jupiter. V době okolo východu a západu Slunce lze pouhým okem vidět jasné hvězdy jako Sirius nebo dokonce Canopus, pokud známe jejich přesnou pozici.
Historickým vrcholem pozorování pouhým okem byla práce Tychona Brahe (1546–1601), který vybudoval rozsáhlou observatoř pro provádění přesných měření oblohy bez jakýchkoli zvětšovacích přístrojů. V roce 1610 zamířil Galileo Galilei dalekohled směrem k obloze a rychle objevil mimo jiné 4 měsíce Jupitera a fáze planety Venuše.
Meteorické roje lze lépe pozorovat pouhým okem než dalekohledem. Mezi roje patří Perseidy (10.–12. srpna) a prosincové Geminidy. Za noc lze pouhým okem pozorovat také okolo 100 umělých družic, Mezinárodní vesmírnou stanici a naši Galaxii (Mléčnou dráhu).
Světelné záření, které doprovázelo velký Gama záblesk GRB 080319B 19. března 2008, mělo po dobu 30 sekund takovou intenzitu, že by jej bylo možné pozorovat ze Země pouhým okem. Díky vzdálenosti 7,5 miliard světelných let jde o nejvzdálenější objekt pozorovatelný pouhým okem.

## V geodézii a navigaci
I bez přístrojů lze mnoho věcí odhadnout. Zdánlivá velikost ruky při natažené paži odpovídá úhlu 18 až 20°. Človek se jeví stejně velký jako nehet na palci natažené paže na vzdálenost přibližně 100 metrů. Vertikálu lze odhadnout s přesností asi 2° a na severní polokouli umožňuje pozorování Polárky s pomocí úhloměru určit zeměpisnou šířku pozorovatele s přesností 1 stupeň.
Babylonští, mayští, egyptští, staroindičtí, a čínští astronomové určili základy svého časového a kalendářního systému pouhým okem:
- délku roku s přesností ±0,1 hodiny, délka měsíce s přesností lepší než 1 minuta (0,001%)
- 24 hodin dne, a okamžiky rovnodennosti
- oběžné doby planet Venuše a Marsu spočítali mayští astronomové s přesností lepší než 5 až 10 minut.

Podobným způsobem lze pozorovat zákryty hvězd Měsícem. Pomocí digitálních hodin lze dosáhnout přesnosti 0,2 sekundy. To reprezentuje pouze 200 metrů ve vzdálenosti Měsíce (385,000 km).

## Malý objekty a převádí
Při pozorování blízkých malých předmětů bez lupy nebo mikroskopu závisí velikost objektu na prohlížení vzdálenost. Při normálním osvětlení (světelný zdroj ~ 1000 lumenů v výška 600–700 mm, zorný úhel ~ 35 stupňů) úhlový velikost rozpoznán by pouhým okem bude přibližně 1 oblouková minute = 1/60 stupňů = 0,0003 radiánů. V prohlížení vzdálenost of 16“ = ~ 400 mm, která je ve Spojených státech považována za normální čtecí vzdálenost, nejmenší předmět rozlišení bude ~ 0,116 mm. Pro účely kontroly používají laboratoře prohlížení ze vzdálenosti 200–250 mm,[zdroj?] při kterém je nejmenší velikost objektu rozpoznávaných pouhým okem ~0,058–0,072 mm (58–72 mikrometrů). Přesnost měření se pohybuje mezi 0,1 až 0,3 mm a závisí na zkušenosti pozorovatele. Druhé číslo je obvyklá poziční přesnost malých detailů v mapách a technických plánech.

## Znečištění prostředí

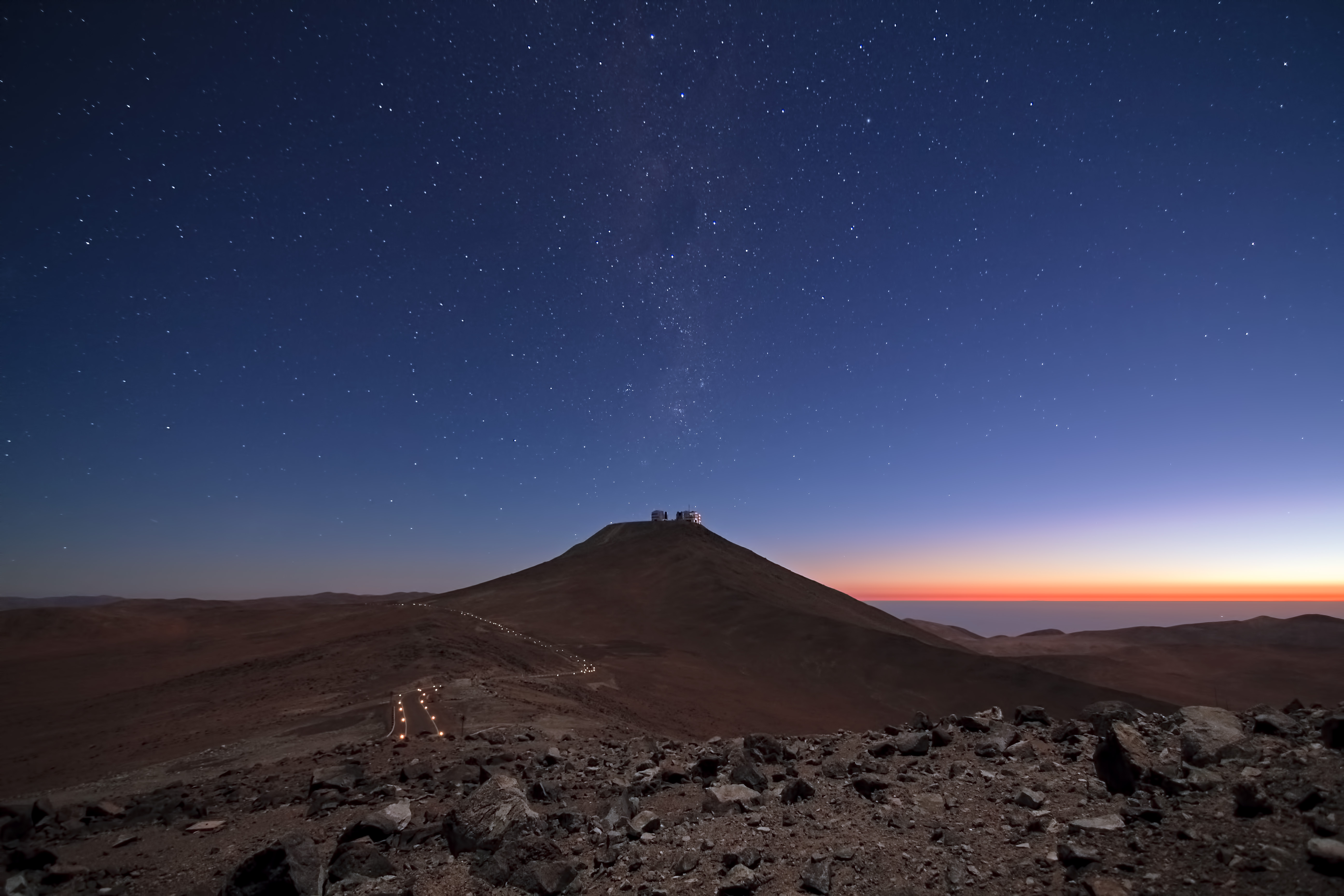
Fotografie Mléčné dráhy ukazuje jasnou atmosféru nad ESO Paranal Observatory, na níž je umístěn Very Large Telescope.

Čistotu atmosféry lze odhadnout podle viditelnosti Mléčné dráhy. Porovnávání viditelnosti poblíž zenitu a u obzoru ukazuje, jak je „kvalita modré“ snížena v závislosti na znečištění vzduchu prachem. Blýskání hvězd je způsobeno turbulencemi vzduchu. Neklid atmosféry (anglicky seeing) je meteorologický jev, který významně degraduje pozemní pozorování. Od 90. let 20. století se používají různé metody pro jeho omezení nebo eliminaci. Mezi tyto metody patří skvrnková interferometrie, adaptivní optika a lucky imaging, případně umístění dalekohledů mimo atmosféru Země.
Světelné znečištění představuje pro amatérské astronomy významný problém. Obvykle klesá pozdě v noci, když je mnoho světel vypnuto. Prach ve vzduchu je vidět ještě dále od měst díky „světelným dómům“.